# Бохваури
Бохваури (груз. ბოხვაური) — село в Грузии, на территории Озургетского муниципалитета края (мхаре) Гурия.

## География
Село находится в западной части Грузии, в междуречье Бжужи и Натанеби, вблизи восточной окраины города Озургети, административного центра муниципалитета. Абсолютная высота — 115 метров над уровнем моря.

## Население
По результатам официальной переписи населения 2014 года, в Бохваури проживало 1056 человек (499 мужчин и 557 женщин). В национальной структуре населения грузины составляли 98,2 %, армяне — 1,2 %, русские – 0,3 %.
| Год  | Население, человек |
| ---- | ------------------ |
| 2002 | 1451               |
| 2014 | ↘ 1056             |